# Albína Aloyová
Albína Aloyová (1. března 1897 Louny – ???) byla česká inženýrka strojní, feministka; první inženýrka strojírenského oboru na Českém vysokém učení technickém v Praze. Fakticky se stala první ženou v Československu, která dosáhla vysokoškolského strojírenského vzdělání.

## Život
Narodila se v Lounech. Po absolvování měšťanské školy a lounské reálky roku 1919 začala studovat strojírenství pražském Českém vysokém učení technickém, obor stavba strojů.
Až do roku 1900 docházely dívky na přednášky na hospitační studium (bez statutu řádné posluchačky); v roce 1900 bylo novým zákonem dívkám umožněno skládat zkoušky za celou dosavadní dobu studia, řádné studium mohly ženy nastoupit až se vznikem Československa roku 1918.
Aloyová odpromovala 28. února 1925 a stala se tak první ženou-absolventkou tohoto oboru. V Praze se později provdala za doktora Hocka, radu policejního ředitele, a pracovala jako konstruktérka ve Škodových závodech.